# Crocicreas gramineum
Crocicreas gramineum är en svampart som först beskrevs av Elias Fries, och fick sitt nu gällande namn av Elias Fries 1849. Crocicreas gramineum ingår i släktet Crocicreas och familjen Helotiaceae.  Arten är reproducerande i Sverige. Utöver nominatformen finns också underarten incertellum.